# 18 Tauri
18 Tauri ist ein in den Plejaden gelegener Stern ohne Eigennamen. Der Stern ist ein Hauptreihenstern mit Spektralklasse B8V und befindet sich gemäß Gaia EDR3 in einer Entfernung von etwas über 450 LJ. Damit ist er einer der weitest entfernten Plejaden.